# Olcyphides obscurellus
Olcyphides obscurellus är en insektsart som först beskrevs av Ludwig Redtenbacher 1906.  Olcyphides obscurellus ingår i släktet Olcyphides och familjen Pseudophasmatidae. Inga underarter finns listade i Catalogue of Life.